# José Altuve
José Carlos Altuve (ur. 6 maja 1990) – wenezuelski baseballista występujący na pozycji drugobazowego w Houston Astros.

## Przebieg kariery
W marcu 2007 podpisał kontrakt jako wolny agent z Houston Astros i początkowo grał w klubach farmerskich tego zespołu, między innymi w Lancaster JetHawks, reprezentującym poziom Class-A Advanced. 10 lipca 2011 wystąpił w World Team w All-Star Futures Game. W Major League Baseball zadebiutował dziesięć dni później w meczu przeciwko Washington Nationals, w którym zaliczył single'a. 20 sierpnia 2011 w spotkaniu z San Francisco Giants zdobył inside-the-park home runa, pierwszego home runa w MLB. W 2012 po raz pierwszy został wybrany do Meczu Gwiazd.
W lipcu 2013 podpisał nowy, czteroletni kontrakt wart 12,5 miliona dolarów, z opcją przedłużenia o kolejne dwa lata.
29 czerwca 2014 zaliczył czwarty mecz z rzędu, w którym skradł przynajmniej dwie bazy i został trzecim zawodnikiem od 1904 roku, który tego dokonał po Billu Dahlenie (1904) i Rayu Chapmanie (1917). W lipcu 2014 po raz drugi w karierze zagrał w MLB All-Star Game. 16 września 2014 w meczu z Cleveland Indians zaliczył 211. uderzenie i pobił klubowy rekord należący do Craiga Biggio, który w sezonie 1998 zanotował 210 odbić. W sezonie 2014 uzyskał najlepszą średnią (0,341) i zaliczył najwięcej odbić (225) w MLB, skradł najwięcej baz w American League (56) i po raz pierwszy otrzymał nagrodę Silver Slugger Award.
16 sierpnia 2016 w meczu z St. Louis Cardinals został najszybszym zawodnikiem w historii klubu, który osiągnął pułap 1000 uderzeń. Dokonał tego w 786. występie.
W sezonie 2017 został najlepszym uderzającym w MLB ze średnią 0,346. 5 października 2017 w meczu numer 1 American League Division Series zdobył trzy home runy i został dziewiątym zawodnikiem w historii MLB, który dokonał tego w meczu play-off. Przed meczem numer 2 World Series otrzymał nagrodę Hank Aaron Award dla najlepszego ofensywnego zawodnika w American League. W listopadzie 2017 został drugim baseballistą w historii klubu, po Jeffie Bagwellu, wybranym najbardziej wartościowym zawodnikiem sezonu zasadniczego.
W 2019 został wybrany najbardziej wartościowym zawodnikiem ALCS. W sześciu meczach przeciwko New York Yankees uderzał ze średnią 0,348 i zdobył dwa home runy, w tym decydującego o zwycięstwie w całej serii w drugiej połowie dziwiątej zmiany meczu numer sześć.

## Nagrody i wyróżnienia
| Nagroda/wyróżnienie      | Lata                               | Źródło |
| MVP American League      | 2017                               | [ 11 ] |
| 6× All-Star              | 2012, 2014, 2015, 2016, 2017, 2018 | [ 1 ]  |
| Gold Glove Award         | 2015                               | [ 1 ]  |
| 5× Silver Slugger Award  | 2014, 2015, 2016, 2017, 2018       | [ 1 ]  |
| Zwycięzca w World Series | 2017                               | [ 1 ]  |
| ALCS MVP                 | 2019                               | [ 12 ] |
| Hank Aaron Award         | 2017                               | [ 10 ] |
| Babe Ruth Award          | 2018                               | [ 13 ] |